# Evert "Västervik" Nilsson

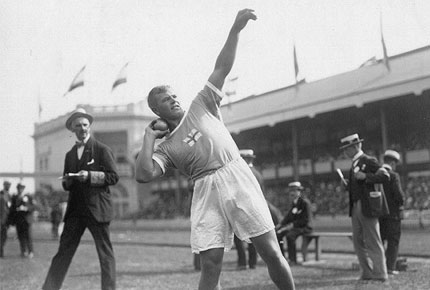
Evert Nilsson, OS i Antwerpen 1920.

Evert Reinhold Emanuel Nilsson, smeknamn "Västervik" eller "Västerviks-Nisse", född 22 oktober 1894 i Gamleby församling, Kalmar län, död 14 februari 1973 i Vikingstads församling, Östergötlands län, var en svensk friidrottare med huvudgrenar i fem- och tiokamp. Han deltog i OS 1920 och 1924 i fem- och tiokamp med en femteplats 1920 som bästa resultat.
Han tävlade för IFK Oskarshamn, Kronobergs IK och IFK Halmstad. Han vann SM-guld sju gånger, tre i femkamp, 1921 till 1923, och fyra gånger i tiokamp, 1920, 1923, 1925 och 1926. Han slog svenskt rekord i bägge grenarna och hade det inofficiella världsrekordet slaget den 4 juli 1920 i Stockholm med 7 218,995 poäng, vilket motsvarar 5987 poäng enligt dagens poängtabell för tiokamp.
Evert deltog i OS 1920 i fem- och tiokamp. Han slutade femma i tiokampen, efter bland annat Bertil Ohlson som slutade trea. Evert hävdade efteråt att han blivit bortdömd. Han låg på tionde plats inför det avslutande 1 500-meters loppet i femkampen men valde att inte starta.
I OS 1924 i Paris gjorde han skandal genom att supa sig full och råkade i slagsmål med ledarna och blev utesluten från vidare tävlan.
Efter sin aktiva karriär blev han tränare för Svenska Idrottsförbundet. I ett par omgångar verkade han också som idrottsinstruktör på Island.
Evert Nilsson deltog även som frivillig under Finska vinterkriget. Han skänkte sin stora prissamling att försäljas till förmån för Finlands folk.
Evert Nilsson blev Stor grabb inom friidrotten med nummer 56.